# Розовата пантера (филм, 2006)
„Розовата пантера“ (на английски: The Pink Panther) е американска комедия от 2006 г. и е рибуут на поредицата „Розовата пантера“, който отбелязва десетият му филм. Той е също първият филм на „Розовата пантера“, който е пуснат след „Синът на Розовата пантера“ през 1993 г. Във този филм, Инспектор Клузо е нает да разкрие убийството на известния футболен треньор и кражбата на известния диамант „Розовата пантера“. Филмът е режисиран от Шон Леви, и участват Стийв Мартин (в ролята на Клузо), Кевин Клайн, Жан Рено, Емили Мортимър и Бийонсе Ноулс.
Филмът получава най-често негативни отзиви с комерсиален успех, който печели 164 млн. щ.д. в световен мащаб. Премиерата на филма е пусната по кината на 10 февруари 2006 г., и е пуснат на DVD и Blu-ray на 13 юни 2006 г. Продължението е пуснато на 6 февруари 2009 г.

## Актьорски състав
- Стийв Мартин – Инспектор Жак Клузо
- Кевин Клайн – началник Чарлс Драйфус
- Жан Рено – Гилберт Понтон
- Емили Мортимър – Никол Дюран
- Хенри Черни – Юри
- Кристин Ченовет – Шери
- Роджър Рийс – Реймънд Ларок
- Бийонсе – Заня, известна поп певица и гадже на Глуан
- Уилям Абади – Бизу
- Скот Адкинс – Жакард
- Филип Гудуин – Ренард
- Хенри Гарсин – Президент
- Джийн Дел – Клохард
- Ана Катарина – Агент Корбиел
- Джейсън Стейтъм – Глуант, главния треньор на национален футболен отбор на Франция
- Клайв Оуен – Найджъл Босуел / Агент 006

## Продължение
Продължението на филма, озаглавено „Розовата пантера 2“, е пуснат по кината на 6 февруари 2009 г. Отново включва Стийв Мартин като инспектор Клузо, Емили Мортимър като Никол Дюран, и Жан Рено като Понтон, а Кевин Клайн е заместен от Джон Клийз за ролята на началник Драйфус.

## В България
В България филмът е пуснат по кината на 3 март 2006 г. от „Александра Филмс“.
През 2013 г. е излъчен за първи път по TV7.
На 4 юли 2014 г. се излъчва по каналите на „Нова Броудкастинг Груп“.
Между 2017 г. и 2018 г. се излъчват и повторения по БНТ с български субтитри.